# サムター要塞の戦い
サムター要塞の戦い（サムターようさいのたたかい、サムター要塞砲撃）とは、1861年4月12日から4月14日にかけて行なわれた戦闘。南北戦争の発端とされる戦いであるが、開戦前の小競り合いとする者もいる。南北戦争を語る上での重要な戦いのひとつである。
サムター要塞とはサウスカロライナ州の港、チャールストンを守っていた要塞の一つで、港への水路の真正面にあった。

## 背景
南北戦争の兆しが濃くなったころ、南部の州はほとんどがアメリカ連合国に加盟し、それに伴い各要塞も南軍の支配下におかれた。しかしサムター要塞の司令官ロバート・アンダーソン少佐らは合衆国に忠誠を誓うことを決定した。
リンカーンが大統領に就任した翌日、サムター要塞の守備隊司令官アンダーソン少佐から手紙が届き、ただちに閣僚会議が開かれた。7人の長官のうち5人までもが反対したが、リンカーンは敵地にあって自身に忠誠を誓った部下のために支援を決定した。これに基づいて支援（食料のみ）が決定する。弾薬のみとする資料も少なからず存在する。

## 戦闘経過

### 戦闘開始
南軍司令官のボーリガード将軍は撤退を要求したが、北軍要塞司令官ロバート・アンダーソン少佐らは、高い士気と忠誠心からこれを拒否した。
1861年4月12日午前4時30分、北軍の救援船が要塞に近づくと、南軍の港口の北にあったムールトリー要塞から砲撃が行われた。この砲撃により食料船は要塞に近づくことができず補給は失敗し、船はニューヨークへ帰らざるをえなかった。これにより本格的な南北戦争が始まったとされている。それ以前に戦闘が起こっていたようであるが、南軍と北軍が直接対峙した戦いはこれが初めてである。アンダーソン少佐は、援助が無ければ持ちこたえることができないと大統領に報告したようである。このことから以前に戦闘が起こっていたとされるが、意見としてはまちまち。それ以前に北軍側は戦闘を避けるよう南軍側に通達していた。
4月13日要塞が南軍砲兵中隊による砲撃を受けるが北軍は効果的な反撃はできなかった（もとより不可能だったといわれている）。
4月14日、弾薬が底をついたため、アンダーソン少佐は要塞からの退避、つまり事実上放棄を決定した。午後2時30分頃のことであった。

### 要塞の意義について
この要塞は港の水路の真正面に当たっていた。つまりサムター要塞の存在意義は水路をふさぎ敵艦が進入するのを真正面から妨害、撃退するものである。当時の大砲は陸上・船舶の双方の性能は同程度であり、船と陸との砲撃戦はやや船側の不利であった。
この要塞はあまり重要ではなかったようである。実際リンカーンが開いた閣僚会議で七人の長官のうち五人までもが支援に反対したことでもうかがえる。

#### その他
- ボーリガード、ピェール・ギュスターブ・トゥータン将軍は、北軍が星条旗に向かって最後の礼砲を打つことを許したが、約50門の大砲の内の一門が暴発した。
- 退避の際アンダーソン少佐は要塞のシンボル、星条旗をニューヨークへ持ち帰った。ボーリガート将軍は陸軍士官学校の恩師であるアンダーソン少佐が星条旗を持ち帰ることを黙認した。つまりアンダーソン少佐のほうが上司であるわけである。持ち帰った星条旗は北軍で宣伝のために利用された（本人はこれをよく思わなかったようである）。
- 2日間で南軍のものとなったが南北戦争の中盤戦から終盤戦に近づくにつれ、逆に包囲され苦戦を強いられた。1863年から1865年の22カ月間に渡り頑強に抵抗したが、22カ月間に及ぶ激しい砲撃および包囲戦の末、要塞の機能を果たさなくなってしまった。
- 間近にある要塞同士による戦いという特異な戦いでもあった。

## 結果
北軍の補給は失敗し2隻の船が損傷、結局要塞の駐留部隊は降伏した。北軍1名戦死、3名の戦傷者が出た（退避の際の礼砲の暴発による）。しかし、南軍側が容認したため、撤退に成功したとされる。南軍は砲撃によって北軍の補給路を断ち、要塞を確保した。南軍の戦死者は皆無であり、砲撃戦としてはきわめて珍しい例である。

## 現在
今はサムター要塞国立公園となっている。1948年に国営記念碑に指定。